# Réquista
Réquista är en kommun i departementet Aveyron i regionen Occitanien i södra Frankrike. Kommunen ligger  i kantonen Réquista som ligger i arrondissementet Rodez. År 2022 hade Réquista 1 940 invånare.

## Befolkningsutveckling
Antalet invånare i kommunen Réquista
Referens: INSEE

## Galleri

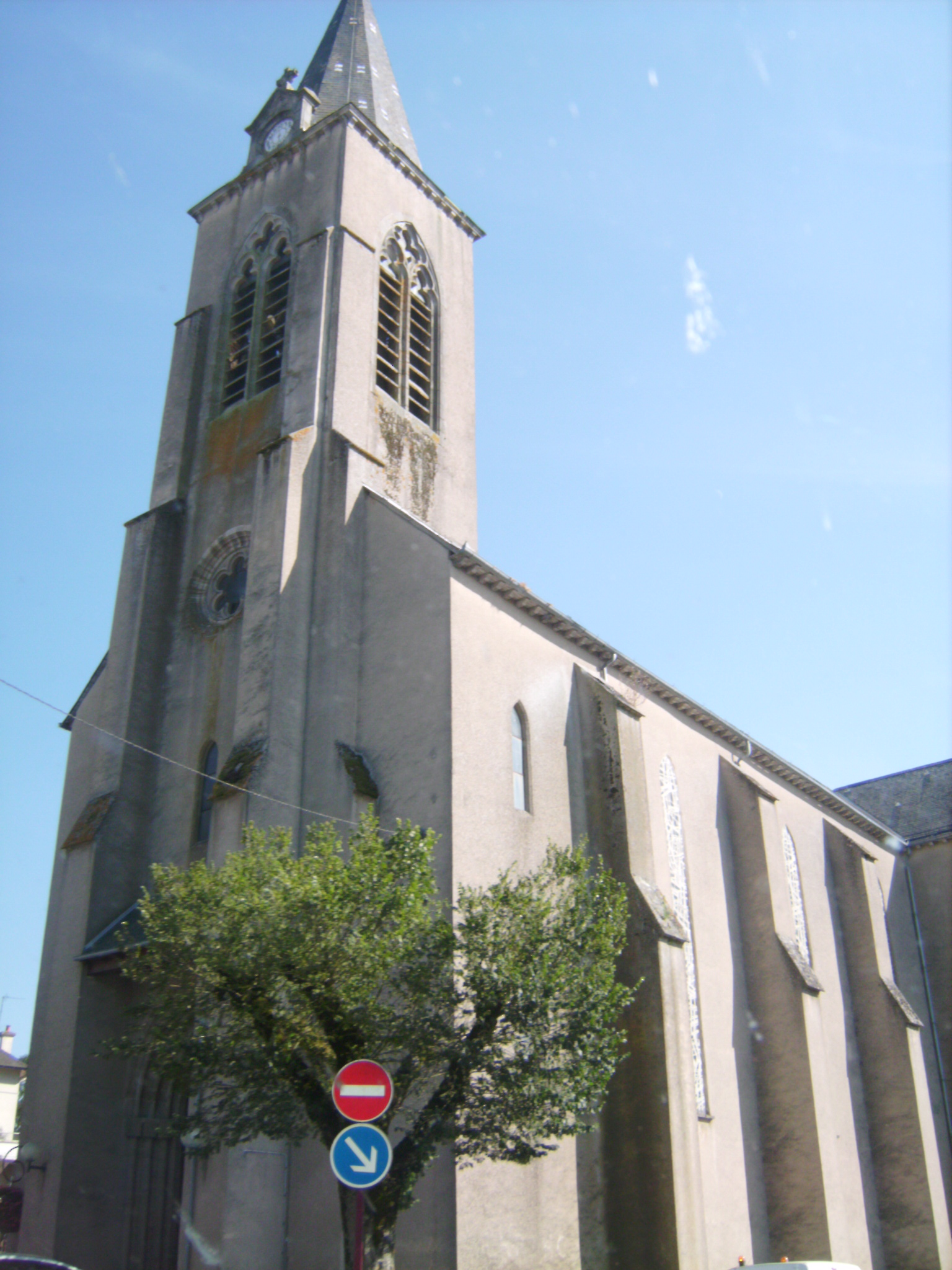